# Марк Семпроний Тудицан (консул 240 пр.н.е.)
Вижте пояснителната страница за други личности с името Марк Семпроний Тудицан.
Марк Семпроний Тудицан (на латински: Marcus Sempronius Tuditanus) e политик на Римската република през 3 век пр.н.е.
Произлиза от фамилията Семпронии, клон Тудицан. Баща му се казва Гай, а дядо му Марк.
През 240 пр.н.е. Тудицан е консул с Гай Клавдий Центон. През 230 пр.н.е. той е цензор заедно с Квинт Фабий Максим.